# 카드가 프라사드 샤르마 올리
카드가 프라사드 샤르마 올리(네팔어: खड्ग प्रसाद शर्मा ओली, 1952년 2월 22일~)는 네팔의 정치인이자 현재 네팔의 총리이다. 그는 이전에 2015년 10월 11일부터 2016년 8월 3일까지, 2018년 2월 15일부터 2021년 7월 13일까지 두 번의 총리를 역임했으며, 새로운 헌법에 따라 첫 번째 총선 후 임명된 첫 번째 총리이다.
올리는 2015년 네팔 봉쇄 사태와 그 여파로 인도 정부와 관련하여 더 강경한 입장을 취한 것으로 유명하다. 그는 네팔의 전통적인 인도와의 긴밀한 무역 관계의 대안으로 중국과의 관계를 강화했고 인도와 분쟁 중인 영토를 포함한 헌법 개정을 통해 네팔의 지도를 업데이트하여 국내적인 찬사와 민족주의자로서의 명성을 얻었다.  올리는 재임 중 잦은 폭언, 비평가와 언론에 대한 적대감, 동료와 사업 보좌관의 부패에 대한 침묵, 경제 성장에 대한 전달 실패, 2017년 입법 선거에서 역사적인 과반수에도 불구하고 약속된 예산 지출에서 벗어난 것으로 논란으로 얼룩졌다.

## 사생활
올리는 라디카 샤키야와 결혼했다. 그는 감옥에서 나온 후 동료 공산주의자인 아내를 만났다. 그들은 파티 활동 중에 처음 만났고 나중에 결혼했다.

### 건강 문제
올리는 신장 이식을 두 번 받았다. 첫 번째 이식은 2007년 뉴델리 아폴로 병원에서 이루어졌다. 두 번째 이식은 2020년 카트만두의 트리부반 대학 교육 병원에서 이루어졌다. 두 번째 이식을 위해 그는 올리의 친척 조카라고 알려진 32세의 사미크샤 상그라울라로부터 신장을 받았다. 2007년에 이식을 한 뉴델리 출신의 고위 이식 외과 의사도 카트만두에서 수술을 돕기 위해 참석했다.